# Ацинуси
Аци́нуси — це кінцеві галуження протоків, оточені секреторними клітинами в складі залози. Можуть бути трьох видів:
- білкові
- слизові
- змішані

Кожній з слинних залоз ( привушна залоза, піднижньощелепна залоза, під’язикова залоза ) характерний свій тип ацинусів.